# Luchtvaartfabriek van Komsomolsk aan de Amoer

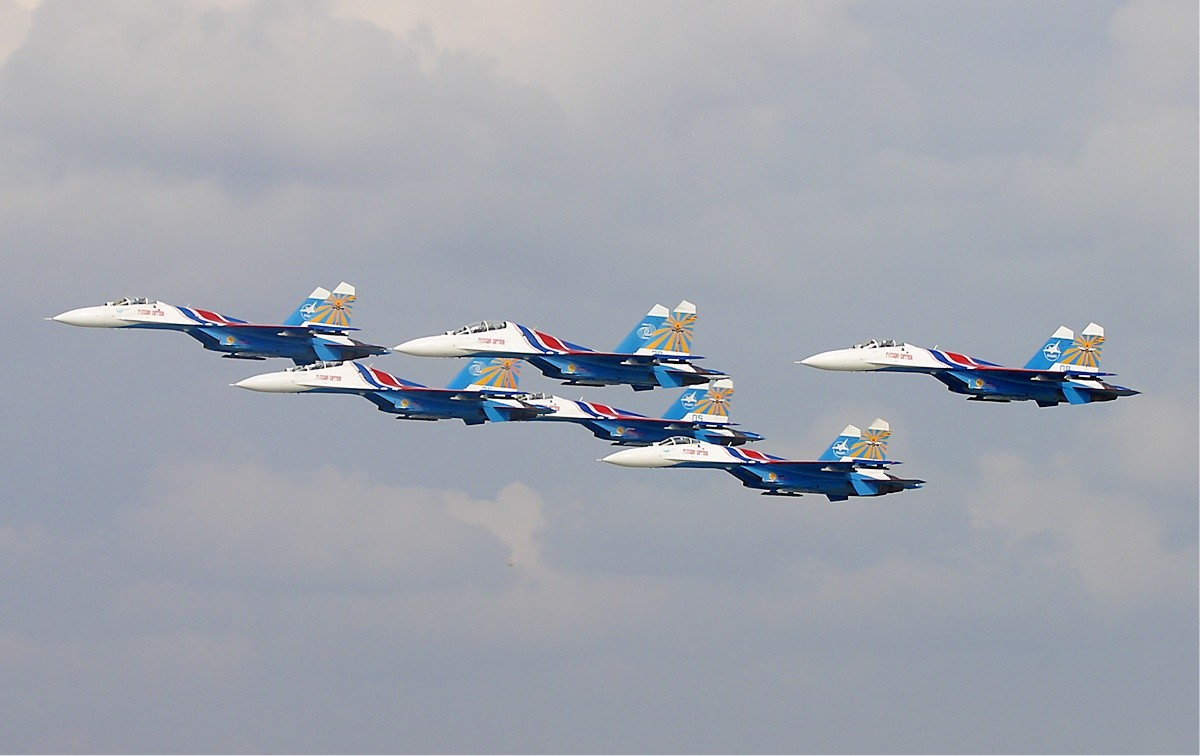
Soe-27 Flankers van het aerobatiekteam Russische Ridders. Vier van de zes toestellen zijn gebouwd door KnAAPO, te zien aan het logo op de staart. De overige twee zijn gebouwd door Irkoet.

De Luchtvaartfabriek van Komsomolsk aan de Amoer vernoemd naar Joe. A. Gagarin (Russisch: Комсомольское на Амуре авиационное производственное объединение им. Ю. А. Гагарина), ook wel bekend als KnAAPO is de grootste producent van Soechoj-vliegtuigen in Rusland. Onder andere de Soe-27, Soe-30, Soe-33 en de Soe-35 gevechtsvliegtuigen en de Soechoj Superjet 100 worden in deze fabriek in Komsomolsk aan de Amoer gebouwd. Daarnaast bouwt de fabriek ook onderdelen voor Tupolev, Iljoesjin, Mikoyan en Beriev.